# (34449) 2000 SJ79
2000 SJ79 (asteroide 34449) é um asteroide da cintura principal. Possui uma excentricidade de 0.12277750 e uma inclinação de 2.18103º.
Este asteroide foi descoberto no dia 24 de setembro de 2000 por LINEAR em Socorro.